# 우가키 군축
우가키 군축(일본어: 宇垣軍縮)은 일본 가토 다카아키 내각(加藤高明内閣)의 육군대신(陸軍大臣) · 우가키 가즈시게(宇垣一成)에 의해, 1925년(다이쇼 14년)에 행해진 일본 제국 육군의 군축을 가리킨다.

## 개요
제1차 세계대전 후 세계적으로 군축이 대세가 되어 해군력의 군축이 주요국에서 협의되었다.
일본 육군에서도 극동에서의 군사적 위협이 희미해졌음을 이유로, 일본 제국 의회의 추궁을 받아 야마나시 한조 육군장관의 주도 아래 두 차례에 걸쳐 군비의 정리 · 축소(야마나시 군축)를 실시했지만, 이것도 아직 부족하다는 일본 정부 · 국민의 불만과, 1923년(다이쇼 12년) 9월에 발생한 관동대지진의 부흥 비용 염출 때문에, 1925년(다이쇼 14년) 5월에 우가키 가즈시게 육군대신의 주도 아래 제3차 군비 정리가 이루어지게 되었다. 당시 일본 육군성(陸軍省) 경리국(経理局)은 미쓰이 기요이치로(三井清一郎) 주계총감(主計総監)이었다.

### 폐지
구체적으로 일본 육군 21개 사단 중
- 제13사단(다카다)
- 제15사단(도요하시)
- 제17사단(오카야마)
- 제18사단(구루메)
- 연대구사령부 16개 소
- 육군병원 5곳
- 육군유년학교 2개 교

을 폐지했다. 이 결과로 약 34,000명의 장병과 군마 6,000마리가 삭감되었다.

### 신설
- 1개 전차 연대(구루메)
- 1개 고사포 연대(하마마쓰)
- 2개 비행 연대(하마마쓰 · 핑둥)
- 1개 대만 산포 연대(타이베이)
- 육군자동차학교(도쿄)
- 육군통신학교(가나가와)
- 육군비행학교(미에, 지바 )

### 유의점
- 게이힌(京浜) 및 한신 지구(阪神地区)에 가까운, 우쓰노미야 제14사단 · 교토 제16사단은 존치
- 위계지 소실을 막기 위한 부대 이주
- 상기에 따라 위계지에 1개 보병 대대를 나누어 주둔시키며
- 연대의 전통을 존중하고 노력하고자 번호의 새로운 연대를 폐지

### 후속 영향
일본에서  사단의 존재는 각 지역의 등급이라는 의미도 있었기에 사단의 폐지는 해당 지역에 있어서 적잖은 충격을 주었고, 일본 국민들 사이에 군부 멸시 풍조를 낳아 일본 육군 내에서의 사기의 저하가 만연하게 되었다.
하지만 이로 인해 발생한 금액은 당시 구미권에 비해 구식 장비였던 일본 육군의 근대화로 돌려지게 되었다. 주요 근대화의 내용으로 전차연대, 각종 군학교 등의 신설, 그들에게 필요한 각각의 총포, 전차 등의 무기 자재 제조, 정비에 착수하게 된다. 또, 학교 교련(学校教練) 제도도 창설되었다.
그럼에도 사단의 편제 장비 내용은 여전히 구미 열강의 육군에 비하면 현저히 떨어지는 것으로 평가되었다. 또한 장교의 퇴역과 진급의 정체, 장교 채용 범위 삭감은 이후의 중일 전쟁(1937~1945) 이후의 장교 부족의 한 원인이 되었다.
또한, 우가키 군축에 반대하는 세력이 아라키 사다오(荒木貞夫), 마사키 진자부로(真崎甚三郎)을 중심으로 결집, 후의 황도파(皇道派)라는 일본 육군 내의 한 파벌이 형성되는 계기가 되어, 이것이 일본 육군에 있어서의 파벌 대립의 원인이 되었다고도 말해진다.

## 평가
일본 육군은 3차에 걸친 군비 정리의 결과로 장병 약 10만 명(평시 병력의 약 3분의 1)을 삭감했다.
사단의 수는 유지했던(장관의 포스트는 줄이지 않았다) 야마나시 군축과 달리, 우가키 군축은 4개 사단을 삭감했기 때문에 장관의 정리를 실시한 셈이 되었다. 이는 군비 축소를 명목으로 일본 육군의 과감한 「체질 개선」(근대화)을 목표로 한 것이었지만, 한 번에 대량의 장교들을 보직해제시킨 것은 일본 육군 내부에 심각한 충격을 주어 파벌 항쟁 격화를 초래했다. 이것이 나중에 대명강하에 있어서 우가키가 조각에 실패해 총리대신이 되지 못한 원인이 되었다. 예를 들어, 이시하라 간지(石原莞爾)와 다나카 신이치(田中新一)는 센다이 육군지방유년학교 출신으로, 이시하라의 원대는 일본 육군 보병 제65연대, 다나카의 원대는 일본 육군 보병 제52 연대로 이들은 모두 우가키 군축에 의해 폐지된 부대였다. 이 원념이 반우가키로 이어져, 우가키의 조각을 유산시킨 원동력이 되었다고 이해할 수도 있다.
야마나시·우가키 군축에 의한 일본 육군성 예산의 삭감의 효과는, 군축 실시 전과 비교해 1할감 정도로 그쳤다.

## 같이 보기
- 대일본제국 육군
- 우가키 가즈시게
- 가토 다카아키 내각
- 군축